# Мамбеталиев, Кокобай
Кокобай Мамбеталиев (10 января 1913 года, село Ден-Алыш, Пишпекский уезд, Семиреченская область, Российская империя — 16 июня 1976 года, село Ден-Алыш, Кочкорский район, Нарынская область, Киргизская ССР) — учитель биологии Тала-Булакской восьмилетней школы Кочкорского района Киргизской ССР. Герой Социалистического Труда (1968, первый учитель Киргизии).

## Биография
Родился в 1913 году в крестьянской семье в селе Ден-Алыш Пишпекского уезда (ныне — Кочкорский район).
В 1930 году окончил начальную школу, после чего занимался ликвидацией безграмотности в родном селе. С 1937 года — учитель начальных классов в семилетних школах «Кызыл Кыргызстан» Карасууского района и «Орто-Жийде» Сузакского района. С августа 1942 года — директор, завуч и с 1948 года — учитель биологии восьмилетней школы в селе Талаа-Булак Кочкорского района. В 1951 году окончил заочное отделение естественно-географического факультета Пржевальского учительского института.
С 1954 по 1961 года — учитель биологии средней школы в селе Казал-Добо. В 1961 году возвратился в Тала-Булакскую школу. Занимался биологическим просвещением. При его активном участии был создан биологический музей из более чем 800 чучел и гербарий. Некоторые экспонаты этого музея демонстрировались в Москве и Фрунзе.
Указом Президиума Верховного Совета СССР от 1 июля 1968 года «за большие заслуги в деле обучения и коммунистического воспитания учащихся» удостоен звания Героя Социалистического Труда с вручением Ордена Ленина и золотой медали Серп и Молот.
Избирался депутатом Тянь-Шанского областного, Кочкорского районного и Тала-Булакского сельского Советов депутатов трудящихся. Был делегатом республиканских и Всесоюзного съездов учителей.
В 1973 году вышел на пенсию. Персональный пенсионер союзного значения. Проживал в Кочкорском районе.
Скончался в июне 1976 года. Похоронен на кладбище села Ден-Алыш Кочкорского района. Сын Нукан Кокобаев — учитель-биолог, отличник образования, почётный житель Нарынской области, внук Жанат Кокобаев.
Память
Его именем названа школа в селе Ден-Алыш и биологический музей в седее Деп-Алыш. Перед школой установлен памятник Герою Социалистического Труда.
Награды
- Герой Социалистического Труда
- Орден Ленина
- Орден Трудового Красного Знамени (16.08.1960)
- Медаль «За трудовое отличие» (20.11.1950)
- Заслуженный учитель школы Киргизской ССР (08.02.1968)
- Отличник народного просвещения